# 查爾頓宮

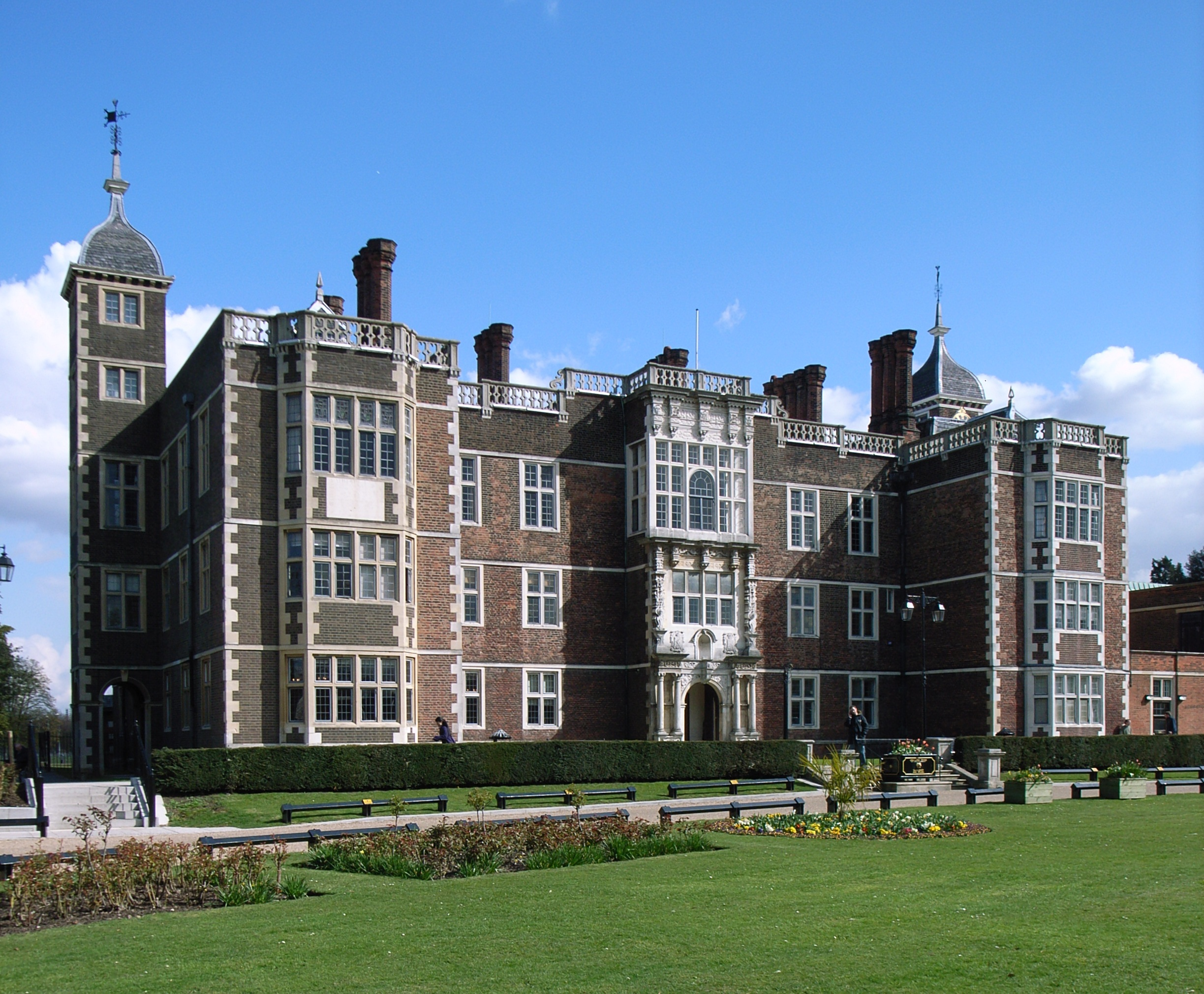

查爾頓宮（Charlton House）是英國倫敦的一座雅各賓式建築，位於格林威治皇家自治市的查爾頓。這座建築曾作為戰時醫院、博物館和圖書館使用，現在是一個社區中心。這座建築也被用作過電影拍攝。

## 外部連結
- Royal Greenwich Heritage Trust （页面存档备份，存于）